# جدیده الخاص
جدیده الخاص (به عربی: جدیدة الخاص) یک روستا در سوریه است که در استان ریف دمشق واقع شده‌است. جدیده الخاص ۶٬۲۹۸ نفر جمعیت دارد.